# Мужская сборная Казахстана по кёрлингу
Мужская сборная Казахстана по кёрлингу — представляет Казахстан на международных соревнованиях по кёрлингу. Управляющей организацией выступает Ассоциация кёрлинга Казахстана (англ. Kazakhstan Curling Association).

## Результаты выступлений

### Зимние Азиатские игры
| Год  | Место          | И              | В              | П              | Состав (четвёртый/скип, третий, второй, первый, запасной, тренер)                                                                     |
| ---- | -------------- | -------------- | -------------- | -------------- | --- |
| 2003 | не участвовали | не участвовали | не участвовали | не участвовали | не участвовали |
| 2007 | 4              | 6              | 0              | 6              | Виктор Ким (скип), Башир Чимиров, Владислав Когай, Жанибек Укубаев, запасной: Арман Кассенов, тренер: Александр Лукьянец              |
| 2017 | 5              | 5              | 1              | 4              | Виктор Ким (скип), Абылайхан Жузбай, Дмитрий Гарагуль, Муздыбай Кудайбергенов, запасной: Abilay Nurumbetov, тренер: Roman Kazimirchik |
| 2025 | 5              | 5              | 2              | 3              | Абылайхан Жузбай (скип), Aidos Alliyar, Adil Zhumagozha, Yermek Mussainov, запасной: Arman Irjanov, тренер: Amanzhol Tulegenov        |

### Чемпионаты Европы
| Год          | Игры           | Победы         | Поражения      | Место          |
| ------------ | -------------- | -------------- | -------------- | -------------- |
| 1975—2003    | не участвовали | не участвовали | не участвовали | не участвовали |
| 2004         | 7              | 0              | 7              | 26             |
| 2005         | 9              | 0              | 9              | 29             |
| 2006         | 9              | 0              | 9              | 29             |
| 2007 и далее | не участвовали | не участвовали | не участвовали | не участвовали |

В чемпионатах Европы 2004—2007 сборная Казахстана выступала в дивизионе «В». В колонке Место указаны итоговые позиции команды с учётом общей классификации.

### Панконтинентальные чемпионаты
| Год  | Место | И  | В | П | Состав (четвёртый/скип, третий, второй, первый, запасной, тренер)                                                                    |
| ---- | ----- | -- | - | - | --- |
| 2022 | 12    | 9  | 5 | 4 | Adil Zhumagozha (скип), Aidos Alliyar, Дмитрий Гарагуль, Abragim Tastemir, запасной: Arman Irjanov, тренеры: Armin Harder, Аллан Мур |
| 2024 | 10    | 12 | 9 | 3 | Абылайхан Жузбай (скип), Madiyar Korabayev, Aidos Alliyar, Ibragim Tastemir, запасной: Arman Irjanov, тренер: Антон Батугин          |

### Тихоокеанско-Азиатские чемпионаты
| Год       | Игры           | Победы         | Поражения      | Место          |
| --------- | -------------- | -------------- | -------------- | -------------- |
| 1991—2011 | не участвовали | не участвовали | не участвовали | не участвовали |
| 2012      | 6              | 0              | 6              | 7              |
| 2013      | не участвовали | не участвовали | не участвовали | не участвовали |
| 2014      | 6              | 0              | 6              | 7              |
| 2015      | 7              | 1              | 6              | 7              |
| 2016      | 8              | 1              | 7              | 8              |
| 2017      | 8              | 1              | 7              | 9              |
| 2018      | 8              | 2              | 6              | 8              |
| 2019      | 9              | 2              | 7              | 8              |
| 2021      | 8              | 3              | 5              | 4              |

### Универсиады
| Год       | Игры           | Победы         | Поражения      | Место          |
| --------- | -------------- | -------------- | -------------- | -------------- |
| 2003—2015 | не участвовали | не участвовали | не участвовали | не участвовали |
| 2017      | 9              | 0              | 9              | 10             |